# Gary Graver
Gary Graver est un réalisateur et directeur de la photographie américain né le 20 juillet 1938 à Portland (Oregon) et mort le 16 novembre 2006 à Rancho Mirage (Californie).
Cinéaste prolifique, il est surtout connu comme directeur de la photographie d'Orson Welles. Sous le pseudonyme de Robert McCallum, il a également réalisé de nombreux films pour adultes.

## Biographie

### Vie privée
Gary Gravera été marié avec l'actrice Jillian Kesner (en).

## Filmographie

### En tant que réalisateur
- 1963 : The Embracers
- 1980 : Les Treize Marches de l'angoisse (The Attic) coréalisé avec George Edwards
- 1982 : Trick or Treats (en)
- 1987 : La Lune en scorpion (en) (Moon in Scorpio)
- 1990 : Crossing the Line
- 1991 : Evil Spirits
- 1993 : Angel Eyes
- 1998 : Masseuse 3
- 1999 : Veronica 2030

sous le pseudonyme de Robert McCallum
- 1970 : Sandra: The Making of a Woman
- 1978 : Jeux sexuels d'une jeune fille gourmande (V: The Hot One)
- 1984 : I Want to Be Bad
- 1985 : Erotic City

### En tant que directeur de la photographie
- 1970-1976 : De l'autre côté du vent d'Orson Welles
- 1973 : L'Invasion des femmes abeilles de Denis Sanders
- 1973 : Vérités et Mensonges d'Orson Welles
- 1977 : Lâchez les bolides de Ron Howard
- 1978 : Les Gladiateurs de l'an 3000 d'Allan Arkush, Nicholas Niciphor et Roger Corman
- 1978 : La Foreuse sanglante de Dennis Donnelly
- 1980 : Pile ou Face de Robert Enrico
- 1981 : Filming “The Trial” d'Orson Welles